# Miguel Ángel Sancho
Miguel Ángel Sancho (ur. 24 kwietnia 1990 w Walencji) – hiszpański lekkoatleta specjalizujący się w skoku wzwyż.
W 2007 zajął, w czeskiej Ostrawie, czwarte miejsce w mistrzostwach świata kadetów oraz zdobył srebrny medal olimpijskiego festiwalu młodzieży Europy. Brązowy medalista mistrzostw świata juniorów w 2008. Uczestnik halowych mistrzostw Europy w Turynie (2009) – z wynikiem 2,22 nie udało mu się awansować do finału. Brązowy medalista mistrzostw Europy do lat 23 z 2011. 
Medalista mistrzostw kraju w kategoriach kadetów, juniorów, młodzieżowców oraz seniorów. Reprezentował swój kraj w meczach międzypaństwowych juniorów, a także ustanawiał rekordy Hiszpanii w tej kategorii wiekowej.

## Rekordy życiowe
- skok wzwyż (stadion) – 2,26 (6 sierpnia 2011, Málaga i 10 sierpnia 2019, Bydgoszcz)
- skok wzwyż (hala) – 2,27 (15 lutego 2009, San Sebastián)